# Епископ буеносајрески и јужноцентралноамерички Кирило
Кирило (световно Милан Бојовић; Подгорица, 4. фебруар 1969) епископ је буеносајрески и јужноцентралноамерички и администратор митрополије загребачко-љубљанске. Бивши је викарни епископ диоклијски (2016—2018).

## Биографија
Кирило (у свијету Милан) Бојовић је рођен 4. фебруара 1969. године у Подгорици, од православних родитеља Радула и Зорке рођ. Јовановић, као пето по реду дијете. Осмогодишњу и средњу школу је завршио у Даниловграду. По повратку из војске (1988) уписао се на Природно-математички факултет у Подгорици. Дипломски рад је одбранио 1992. године. Од 1993. до 2000. радио је као асистент на Природно-математичком факултету у Подгорици. Године 1993. уписао је постдипломске студије на Природно-математичком факултету у Београду на групи „Диференцијална геометрија и топологија“. Магистарски рад на тему „Групе холономија и комплексне повезаности“ одбранио је 17. јула 1996. године под менторством Неде Бокан. У периоду од 1998. до 1999. био је на специјализацији на Универзитету „Ломоносов“ — МГУ у Москви.
Крајем 2000. дао је оставку на посао на факултету у Подгорици и по благослову митрополита црногорско-приморског г. Амфилохија постао је искушеник Цетињског манастира. Уочи Петровдана, дана 11. јула 2004, владика Амфилохије га је постригао у монаштво са именом Кирило (по Светом Кирилу Словенском). Исте године је рукоположен у чин јерођакона. Године 2005. уписао је Московску православну духовну академију, а сљедеће године је добио чин јеромонаха.
Године 2008. дипломирао је на Московској духовној академији, а 4. јуна 2008. одбранио је кандидатску дисертацију на тему „Митрополит Петар II Петровић Његош као хришћански философ“. Истовремено је и ванредно завршио Московску духовну семинарију. Од 1. јануара 2009, по одлуци Светог архијерејског синода, постављен је за васпитача Богословије Светог Петра Цетињског на Цетињу. Исте године је постављен и за професора Богословије Светог Петра Цетињског, гдје је предавао Свето Писмо Старог и Новог Завјета, Агиологију, а једно вријеме и Општу историју. Био је разредни старјешина 19. генерације обновљене Богословије Светог Петра Цетињског.
Дана 3. јануара 2010. у Цетињском манастиру митрополит Амфилохије га је рукопроизвео у чин протосинђела.
Одлучио је да продужи школовање на Православном богословском факултету Универзитета у Београду, гдје му је нострификована (призната) диплома кандидата богословља коју је стекао на Московској духовној академији чиме је стекао услове за докторску дисертацију. На празник Свих Светих, дана 30. јуна 2013, митрополит Амфилохије га је рукопроизвео у чин архимандрита. Сљедеће године је постављен за архијерејског замјеника мјестобљуститеља Епархије буеносајреске и јужноцентралноамеричке.

### Епископ
На редовном мајском засједању Светог архијерејског сабора, дана 26. маја 2016, архијерејски замјеник и архимандрит Кирило је изабран за викарног епископа у Митрополији црногорској-приморској са титулом епископ диоклијски. Хиротонисан је у Саборној цркви у Подгорици 31. јул 2016. Од јуна 2018. владика је буеносајрески и јужноцентралноамерички.
Епископ Кирило говори руски, а служи се шпанским и енглеским језиком. Добитник је почасног доктората Универзитета UOMAC у Гватемали априла 2023. године.
Маја 2023. године изабран је за администратора митрополије загребачко-љубљанске.

## Галерија
- Епископ Кирило (десно) и Епископ Методије (лево) у светој обитељи Рибњак код Бара, 2019. године
- Епископ Кирило у светој обитељи Рибњак код Бара, 2019. године
- Епископ Кирило у Цркви Светог Саве у Торонту, 2023. године